# American Pie (Don McLean-album)
Az 1971-es American Pie Don McLean nagylemeze. Leginkább a címadó dalról ismert, mely annak a napnak állít emléket , amikor meghalt a zene. A harmadik dal (Vincent) egy tribute Vincent van Gogh-nak.
Az album mind a Billboard 200, mind az ausztrál albumlista élére feljutott. A címadó dal kislemez formájában is megjelent, és a Billboard Adult Contemporary, valamint a Billboard Hot 100 listákon átvette a vezetést.
Az album szerepel az 1001 lemez, amit hallanod kell, mielőtt meghalsz című könyvben.

## Az album dalai
|     | Cím                      | Szerző(k)     | Hossz |
| --- | ------------------------ | ------------- | ----- |
| 1.  | American Pie             | Don McLean    | 8:38  |
| 2.  | Till Tomorrow            | Don McLean    | 2:14  |
| 3.  | Vincent                  | Don McLean    | 4:03  |
| 4.  | Crossroads               | Don McLean    | 3:42  |
| 5.  | Winterwood               | Don McLean    | 3:12  |
| 6.  | Empty Chairs             | Don McLean    | 3:27  |
| 7.  | Everybody Loves Me, Baby | Don McLean    | 3:35  |
| 8.  | Sister Fatima            | Don McLean    | 2:32  |
| 9.  | The Grave                | Don McLean    | 3:13  |
| 10. | Babylon                  | tradicionális | 1:44  |

## Közreműködők
- Don McLean – ének, gitár, bendzsó
- Warren Bernhardt – zongora a Crossroadson
- Ray Colcord – elektromos zongora
- Tom Flye – dob a The Grave-en, hangmérnök
- Ed Freeman – vonósok hangszerelése
- Paul Griffin – zongora az American Pie-on
- Lee Hays – hangszerelés
- Mike Mainieri – marimba, vibrafon
- Roy Markowitz – dob, ütőhangszerek
- Gene Orloff – koncertmester
- Bob Rothstein – basszusgitár, ének
- David Spinozza – elektromos gitár az American Pie-on
- West Forty Fourth Street Rhythm and Noise Choir – kórus

## Fordítás
- Ez a szócikk részben vagy egészben az American Pie (album) című angol Wikipédia-szócikk ezen változatának fordításán alapul.  Az eredeti cikk szerkesztőit annak laptörténete sorolja fel. Ez a jelzés csupán a megfogalmazás eredetét és a szerzői jogokat jelzi, nem szolgál a cikkben szereplő információk forrásmegjelöléseként.